# イヤリング・マジック・ケン
イヤリング・マジック・ケン(Earring Magic Ken)とはアメリカのマテル社が手がける着せ替え人形バービーのボーイフレンド役ケンのことであり、1993年に発表された「イヤリング・マジック・バービー」シリーズ六体のうちの一つである。この世代のケンは茶髪に金のメッシュをいれたヘアスタイル、紫のシャツ、ラベンダー色のベスト、リングのネックレスという最新のルックスであり、さらにシリーズ名が示す通り左耳にイヤリングをしていることが特徴だった。
マテル社は少女を対象にバービーのボーイフレンド役にケンを続投すべきか、新しい人形と交代をするべきかのアンケートを実施していた。その結果、少女たちはボーイフレンドはケンのままでいいのだが、容姿については「よりクール」であってほしいことが示された。それを受けて新たにデザインされたのが、このイヤリング・マジック・ケンだった。紫の服装、イヤリング、「クロムメッキのコックリング」と評されたネックレスというその出で立ちのために、発表から間を置かずステレオタイプなゲイとの連想を指摘する声があがっている。しかしキッチュを好む男性からの人気は高く、イヤリング・マジック・ケンはマテル社の歴代ケン人形のなかでも記録的なセールスをあげた。しかし商業的な成功こそおさめたものの、ダン・サヴェージやストレンジャー誌をはじめとするゲイ・コミュニティを中心に世論の批判を浴びたマテル社は、イヤリング・マジック・ケンの製造中止、さらには店頭からの回収を余儀なくされた。